# Pohorski bataljon
Koordinati:   46°27′15″N, 15°25′07″E
Pohorski bataljon (uradno 1. bataljon Pohorskega odreda) je bila partizanska enota, ki je bila ustanovljena 11. septembra 1942 v Dobrovljah na Pohorju.

## Delovanje
V začetku je enota štela 90 borcev, ki so na Pohorje prispeli iz Dolenjske, Šaleške in Savinjske doline. Sestavljali so ga borci 1. bataljona Savinjskega odreda II. grupe odredov (Kranjčev bataljon), ki so prišli poleti 1942 na Štajersko iz Dolenjske in se preimenovali v 1. bataljon Pohorskega odreda in borci Šaleške ter Savinjske čete 1. štajerskega bataljona. Začetek novembra se mu je priključila še Ruška četa, ki je 1942 delovala na Pohorju. Poveljnik pohorskega bataljona je bil Rudolf Mede, politični komisar pa Jože Menih. 
Na območju, kjer so bili Nemci zelo občutljivi, in v najtežjem obdobju za partizanstvo na Štajerskem, je bil Pohorski bataljon v drugi polovici leta 1942 stalno v ofenzivi proti premočnemu sovražniku, po poročilu generala Roesenerja z dne 18. januara 1943 je Pohorski bataljon od začetka septembra 1942 izvršil 105 akcij, od teh šest večjih sabotaž na železnici in industrijskih objektih in preko 330 likvidacij Nemcev in domačih izdajalcev.
V noči od 8. na 9. oktober 1942 je bataljon požgal planinske koče na zahodnem Pohorju, da jih ne bi Nemci spremenili v svoje postojanke, od koder bi lahko napadali partizane. V noči od 23. na 24. oktober je bil bataljon v Oplotnici. Napadel je policijsko postajo, zažgal občinsko poslopje, nato pa priredil v kraju partizanski miting. Nemške policijske enote so neprestano poizkušale izslediti bataljon, vendar se jim je uspešno izmikal. 4. novembra 1942 je bataljon v Mislinji zažgal tovarno lepenke. Bataljon se je 21. decembra premaknil proti Osankarici, kjer si je uredil zimski tabor. Od tod so hodile patrulje po hrano v različne vasi ob vznožju Pohorja.

## Padec Pohorskega bataljona
Poveljnik varnostne policije (Befehlshaber der Ordnungspolizei) v Mariboru generalmajor Otto Lurker je izdal povelje št. 106 za hajko proti Pohorskemu bataljonu dne 6. januara 1943. General Lurker je v uvodu k povelju dejal, da je bila ugotovljena povečana partizanska dejavnost severovzhodno in jugozahodno od Velikega vrha (1344 mnm). Po soglasnih poročilih je izhodiščna baza vseh njihovih zločinskih dejanj Veliki vrh, je ugotovil general. Izvidniške patrulje so sledile delu te partizanske enote v moči do 30 mož preko Lukanje in Osankarice do jezera na koti 1171 mnm (Črno jezero). Verjetno se zadržuje glavnina na zahodnih obronkih Velikega vrha. Moč skupine je mogoče šteti na 90 borcev, ki so oboroženi s puškomitraljezi, brzostrelkami, puškami in ročnimi granatami. Lurkerjevo povelje je bilo kratko: »Bandite ujeti ali uničiti!«. Razdelil je bližnjo okolico Velikega vrha na štiri sektorje in jo obkolil:
- I. sektor (komandant stotnik varnostne policije Plecko) je z enotami 4. čete Polizeiwachbatallion I Wien, 2. četo Polizeiwachbatallion Wiesbaden in 5. četo Polizeiwachbatallion Alpenland zaprl črto kmetija Lepej (nad cesto Šmartno na Pohorju proti slapu Mali Šumik) - Sv. Trije kralji (1181 mnm) - severno od kmetij Kos in Vovk do Osankarice
- II. sektor (komandant stotnik varnostne policije Kreipel) je z enotami 3. čete 1. policijskega bataljona Alpenland 1. in 1. četo žandarmarije iz Maribora zaprl črto Osankarica - po serpentinasti cesti južno od kote 1239 mnm - potok Oplotnica - proti severozahodu do kote 1267 mnm
- III. sektor (komandant stotnik Winkler) je s četo 350 mož alpskih lovcev iz 138. polka deloval od kote 1267 mnm - potok Černova - severni obronki Javorskega vrha (1336 mnm) - Janče - Stara Glažuta nad Lobnico
- IV. sektor (komandant SA Sturmbahnführer Töscher) je z bataljonom vermanšafta zaprl črto Stara Glažuta nad Lobnico - kota 1150 - kota 1028 - kmetija Lepej. Ko je bilo ozemlje tako obkoljeno se je začel obroč okoli sedme ure zjutraj osmega januarja 1943 zapirati.[2]

8. januarja 1943 je okoli 2000 mož zgoraj naštetih enot sovražne vojske obkolilo bataljonski tabor pri Osankarici. Do prvega hudega spopada je prišlo okoli tričetrt na dvanajst dopoldan. Nemci so imeli takoj 4 mrtve in 5 ranjenih. Partizani so se borili dve uri in pol, dokler niso bili vsi pobiti. Le ranjenega partizana Franca Kunaverja - Sulca so Nemci ujeli živega. Julija 1943 so ga kot talca ustrelili na Ljubnem v Savinjski dolini. V poslednjem boju je padlo 69 borcev Pohorskega bataljona. Vse borce so Nemci odpeljali v avstrijski Gradec in jih pokopali na tamkajšnjem pokopališču. Ko je 17. januarja 1943 v Št. Vidu nad Valdekom (danes Završe) padla še bataljonova patrulja, na Pohorju do konca vojne ni bilo več večjih partizanskih enot.
Po nemških poročilih pa so imeli Nemci 16 mrtvih  in 15 ranjenih pripadnikov policije, 1 mrtvega  in 2 ranjena pripadnika vojske in 2 mrtva ter 3 ranjene pripadnike vermanšafta.
Padec Pohorskega bataljona, ki je tudi v zadnji bitki zadal Nemcem velike izgube, je močno prizadel narodnoosvobodilno gibanje na Štajerskem. Veličastna poslednja borba pa je bila velika moralna spodbuda v nadaljnjih bojih z okupatorjem. Sedem članov Pohorskega bataljona so razglasili za narodne heroje. 
Literarno sta Pohorski bataljon upodobila Zdenko Kodrič v romanu Opoldne zaplešejo škornji (2012) in Vinko Trinkaus v romanu Komisar padlega bataljona (1982).

## Spominsko obeležje
Dne 4. julija 1959 so na kraju poslednjega taborišča in zadnje bitke Pohorskega bataljona odkrili spomenik. Osrednji spomenik stoji v neposredni bližini mesta ob nekdanji zemljanki štaba tega bataljona. Z večjimi granitnimi kvadri so označena mesta ostalih zemljank, z manjšimi pa položaji okoli taborišča. Na teh so partizanska imena bork in borcev, ki so padli v zadnjem boju.